# Ramularia rumicis
Ramularia rumicis Kalchbr. & Cooke – gatunek grzybów z klasy Dothideomycetes. Według Index Fungorum takson niepewny. Grzyb mikroskopijny, fitopatogen pasożytujący na roślinach z rodzaju szczaw (Rumex). Powoduje u nich plamistość liści.

## Systematyka i nazewnictwo
Pozycja w klasyfikacji według Index Fungorum: Ramularia, Mycosphaerellaceae, Capnodiales, Dothideomycetidae, Dothideomycetes, Pezizomycotina, Ascomycota, Fungi.
Lektotyp: na szczawiu tępolistnym (Rumex obtusifolius L.), RPA, Cape, Somerset-East, MacOwan 1180.

## Charakterystyka
Na porażonych roślinach powoduje powstawanie na obydwu powierzchniach blaszki liściowej okrągławych, eliptycznych, lub nieco nieregularnych plam o średnicy 2–20 mm o barwie kolejno jasnozielonej, żółtawo-ochrowej, jasnobrązowej, szarawej. Plamy bez obrzeża, lub z wąskim, nieco ciemniejszym, wypukłym obrzeżem. Szarobiały nalot tworzy się na obu stronach liści.
Grzybnia patogenu jest zanurzona w tkankach rośliny. Strzępki hialinowe, septowane, słabo rozgałęzione, o średnicy 1–3 μm. Tworzą dość dobrze rozwinięte podkładki, często z dość dużą ilością warstwy podścielającej, złożone z nieco nabrzmiałych komórek o średnicy 3–6 μm. Konidiofory w dość licznych pakietach, mniej lub bardziej gęstych, wyrastające z podkładek. Są niemal cylindryczne, prawie proste, lub sinusoidalno wygięte, nitkowate, zazwyczaj nierozgałęzione, czasami nieregularnie rozgałęzione. Mają rozmiar (10–) 15–80 (–130) × 2–5 μm. Po oderwaniu się zarodników pozostają nieco ciemniejsze blizny. Konidia tworzą się w pojedynczo lub w krótkich łańcuszkach. Mają kształt prawie cylindryczny i rozmiary (10–) 12–40 (–50) × (3–) 5–8 (–10) μm. Są hialinowe, gładkie lub prawie gładkie, o wierzchołkach tępych lub zaokrąglonych.

## Występowanie
Odnotowano występowanie w Ameryce Północnej, Europie, Azji i Afryce. W Polsce podany na kilku stanowiskach, jednak wszystkie sprawdzone materiały zielnikowe okazały się błędnie oznaczone – w jednym z materiałów nie stwierdzono występowania zarodników Ramularia, pozostałe zawierały zarodniki Ramularia rubella lub Ramularia pratensis.